# إليزابيث هابت وولد
إليزابيث هابت وولد (مواليد 1963) هي فنانة إثيوبية معروفة بعملها المختلط في وسائل الإعلام . أكملت درجات في الفنون الجميلة في مدرسة الفنون الجميلة في أديس أبابا وكلية المجتمع في مدينة بالتيمور في ماريلاند، حيث حصلت على شهادة الماجستير في جامعة هوارد. أصبحت مهتمة بالوسائط الرقمية من خلال برنامج شهادة في الوسائط المتعددة التفاعلية وتصميم الويب في جامعة جورج واشنطن . عملت منذ منتصف التسعينات كمصممة وسائط متعددة، وتعيش حاليًا في أديس أبابا.